# انستیتو جوآنا بریگز
انستیتو جوآنا بریگز (به انگلیسی: The Joanna Briggs Institute) مرکز بین‌المللی غیرانتفاعی برای پژوهش و پیشبرد در دانشکده علوم پزشکی دانشگاه آدلاید در استرالیای جنوبی است. این سازمان با بیش از ۷۰ مرکز مستقل در سراسر جهان همکاری می‌کند. این سازمان و تمامی مراکز وابسته در زمینه تحلیل و تولید و انتقال شواهد علمی از راه شناخت مناسبترین، در دسترس‌ترین، مؤثرترین و قابل قبولترین روشها و درمانهای موجود در سراسر دنیا کوشش می‌کنند تا مراقبتهای بهداشتی و درمانی را ارتقاء دهند.
آلن پیرسون بنیانگذار این سازمان گفته‌است که انستیتو بهترین شواهد در دسترس را برای تصمیم‌گیری بالینی را در اختیار تیم درمانی قرار می‌دهد.

## نام انستیتو
جوآنا بریگز اولین مترون بیمارستان رویال آدلاید در آدلاید بود. چون انستیتو در بیمارستان پایه‌گذاری شده بود و تمرکز اصلیش بر پرستاری بود به همین دلیل نام سازمان را نام فردی انتخاب کردند که در بیمارستان نقشی اساسی داشت.

## نشان‌واره سازمان
نشان‌واره سازمان قطه سنگ کوچکی است که در آب افتاده‌است. این تشبیهی است بر فرایند اشتراک و تغییر در جهت پیشبرد و اینکه چگونه کوچکترین کار علمی می‌تواند به عاملی قدرتمند برای تغییرات پیوسته باشد.

## تاریخچه
انستیتو جوآنا بریگز در سال ۱۹۹۶ پایه‌گذاری شد.